# Volt Sport
A Volt Sport é uma empresa brasileira de artigos esportivos, especializada na fabricação e fornecimento de uniformes para clubes de futebol, além de produzir roupas casuais, chuteiras, bolas e acessórios. Com sede em Joinville, a marca se consolidou como uma das principais fornecedoras nacionais do segmento, competindo com gigantes multinacionais em diversos setores do mercado esportivo brasileiro.
Fundada em 26 de maio de 2021, a Volt se destacou rapidamente pelo investimento em design próprio, produção nacional e foco em clubes que buscavam parcerias com marcas brasileiras. Em pouco tempo, passou a fornecer material esportivo para equipes de diversas divisões do Campeonato Brasileiro de Futebol, incluindo clubes da Séries A, B, C e D.

## História
A Volt Sport é uma empresa brasileira de material esportivo fundada em 2021, que atua no fornecimento de equipamentos e uniformes para clubes e seleções esportivas nacionais.

## Fornecimento e patrocínio

Uniforme do Fortaleza para a temporada 2025, produzido pela Volt Sport.

A Volt Sport fornece material esportivo para clubes brasileiros de futebol como Fortaleza, Vitória, América Mineiro, Botafogo-SP, Criciúma, Remo, Santa Cruz, Figueirense, Vila Nova, Avaí,Joinville e Santa Cruz.
Em 2025, a empresa passou a fornecer uniformes para as seleções brasileiras de vôlei, após firmar contrato com a Confederação Brasileira de Voleibol (CBV).
Os novos uniformes do vôlei foram apresentados oficialmente em maio de 2025, que mais tarde, começaram a serem utilizados na Liga das Nações de Voleibol Feminino de 2025 e Liga das Nações de Voleibol Masculino de 2025.